# Jodbrist
Jodbrist är en bristsjukdom som uppstår vid otillräcklig tillgång på jod (ett essentiellt spårelement) i kroppen. Bristsjukdomen yttrar sig på samma sätt som hypotyreos (låg ämnesomsättning). 
Sköldkörteln (tyroidea) producerar hormonerna tyroxin (T4) och trijodtyronin (T3) vilka innehåller fyra respektive tre jodatomer. I områden med lite jod i dieten, vanligen i bergsområden med liten tillgång på fisk och mat från havet, så kan jodbrist leda till endemisk struma och kretinism vilket innebär mental retardation och efterbliven utveckling. 
Jodbrist är ett världsproblem och nästan en tredjedel av jordens befolkning är drabbade, varför WHO uppmanar till nationella joderingsprogram. I Sverige tillsätts jod i bordssalt för att minska risken för jodbrist i befolkningen. Kostnaden för tillsatsen av jod i saltet är försumbar.